# Convocazioni per il campionato europeo maschile di calcio 1980
Elenco dei giocatori convocati da ciascuna Nazionale partecipante agli Europei di calcio 1980.

## Gruppo A

### Cecoslovacchia[1]
Allenatore:  Jozef Vengloš
| N. | Pos. | Giocatore           | Data nascita (età) | Pres. | Squadra             |
| -- | ---- | ------------------- | ------------------ | ----- | ------------------- |
| 1  | P    | Jaroslav Netolička  | 3 marzo 1954       |       | Dukla Praga         |
| 2  | D    | Jozef Barmoš        | 28 agosto 1954     |       | Inter Bratislava    |
| 3  | D    | Ladislav Jurkemik   | 20 luglio 1953     |       | Inter Bratislava    |
| 4  | D    | Anton Ondruš        | 27 marzo 1950      |       | Slovan Bratislava   |
| 5  | D    | Koloman Gögh        | 7 gennaio 1948     |       | Slovan Bratislava   |
| 6  | D    | František Štambachr | 13 febbraio 1953   |       | Dukla Praga         |
| 7  | C    | Ján Kozák           | 17 aprile 1954     |       | Lokomotíva Košice   |
| 8  | C    | Antonín Panenka     | 2 dicembre 1948    |       | Bohemians ČKD Praga |
| 9  | A    | Miroslav Gajdůsek   | 20 settembre 1951  |       | Dukla Praga         |
| 10 | A    | Marián Masný        | 13 agosto 1950     |       | Slovan Bratislava   |
| 11 | A    | Zdeněk Nehoda       | 9 maggio 1952      |       | Dukla Praga         |
| 12 | D    | Rostislav Vojáček   | 23 febbraio 1949   |       | Baník Ostrava       |
| 13 | C    | Werner Lička        | 15 febbraio 1954   |       | Baník Ostrava       |
| 14 | D    | Jan Fiala           | 19 maggio 1956     |       | Dukla Praga         |
| 15 | A    | Ladislav Vízek      | 22 gennaio 1955    |       | Dukla Praga         |
| 16 | D    | Oldřich Rott        | 26 maggio 1951     |       | Dukla Praga         |
| 17 | C    | Jaroslav Pollák     | 11 luglio 1947     |       | Sparta Praga        |
| 18 | C    | Jan Berger          | 27 novembre 1955   |       | Dukla Praga         |
| 19 | D    | Karol Dobiaš        | 18 dicembre 1947   |       | Bohemians ČKD Praga |
| 20 | C    | Petr Němec          | 7 giugno 1957      |       | Baník Ostrava       |
| 21 | P    | Stanislav Seman     | 8 agosto 1952      |       | Lokomotíva Košice   |
| 22 | P    | Dušan Kéketi        | 24 marzo 1951      |       | Spartak Trnava      |

### Germania Ovest[2]
Allenatore:  Jupp Derwall
| N. | Pos. | Giocatore             | Data nascita (età) | Pres. | Squadra             |
| -- | ---- | --------------------- | ------------------ | ----- | ------------------- |
| 1  | P    | Harald Schumacher     | 6 marzo 1954       |       | Colonia             |
| 2  | D    | Hans-Peter Briegel    | 11 ottobre 1955    |       | Kaiserslautern      |
| 3  | D    | Bernhard Cullmann     | 1º novembre 1949   |       | Colonia             |
| 4  | D    | Karlheinz Förster     | 25 luglio 1958     |       | Stoccarda           |
| 5  | D    | Bernard Dietz         | 22 marzo 1948      |       | Duisburg            |
| 6  | C    | Bernd Schuster        | 22 dicembre 1959   |       | Colonia             |
| 7  | D    | Bernd Förster         | 3 maggio 1956      |       | Stoccarda           |
| 8  | A    | Karl-Heinz Rummenigge | 25 settembre 1955  |       | Bayern Monaco       |
| 9  | A    | Horst Hrubesch        | 17 aprile 1951     |       | Amburgo             |
| 10 | C    | Hansi Müller          | 27 luglio 1957     |       | Stoccarda           |
| 11 | A    | Klaus Allofs          | 5 dicembre 1956    |       | Fortuna Düsseldorf  |
| 12 | C    | Caspar Memering       | 1º giugno 1953     |       | Amburgo             |
| 13 | C    | Rainer Bonhof         | 29 marzo 1952      |       | Valencia            |
| 14 | C    | Felix Magath          | 26 luglio 1953     |       | Amburgo             |
| 15 | D    | Uli Stielike          | 15 novembre 1954   |       | Real Madrid         |
| 16 | D    | Herbert Zimmermann    | 1º luglio 1954     |       | Colonia             |
| 17 | A    | Kalle Del'Haye        | 18 agosto 1955     |       | Borussia M'gladbach |
| 18 | C    | Lothar Matthäus       | 21 marzo 1961      |       | Borussia M'gladbach |
| 19 | C    | Mirko Votava          | 24 aprile 1956     |       | Borussia Dortmund   |
| 20 | D    | Manfred Kaltz         | 6 gennaio 1953     |       | Amburgo             |
| 21 | P    | Walter Junghans       | 26 ottobre 1958    |       | Bayern Monaco       |
| 22 | P    | Eike Immel            | 27 novembre 1960   |       | Borussia Dortmund   |

### Grecia[3]
Allenatore:  Alketas Panagoulias
| N. | Pos. | Giocatore                | Data nascita (età) | Pres. | Squadra        |
| -- | ---- | ------------------------ | ------------------ | ----- | -------------- |
| 1  | P    | Vasilīs Kōnstantinou     | 19 novembre 1947   |       | Panathīnaïkos  |
| 2  | D    | Ioannis Kyrastas         | 25 ottobre 1952    |       | Olympiacos     |
| 3  | D    | Kōnstantinos Iōsīfidīs   | 14 gennaio 1952    |       | PAOK           |
| 4  | D    | Anthimos Kapsīs          | 3 settembre 1950   |       | Panathīnaïkos  |
| 5  | D    | Georgios Firos           | 8 novembre 1953    |       | Arīs Salonicco |
| 6  | C    | Spiros Livathinos        | 8 gennaio 1955     |       | Panathīnaïkos  |
| 7  | C    | Chrīstos Terzanidīs      | 13 febbraio 1945   |       | Panathīnaïkos  |
| 8  | C    | Takīs Nikoloudīs         | 26 agosto 1951     |       | Olympiacos     |
| 9  | A    | Chrīstos Ardizoglou      | 25 marzo 1953      |       | AEK Atene      |
| 10 | A    | Maik Galakos             | 23 novembre 1951   |       | Olympiacos     |
| 11 | C    | Ioannis Damanakis        | 2 ottobre 1952     |       | PAOK           |
| 12 | D    | Ioannis Gounaris         | 6 luglio 1952      |       | PAOK           |
| 13 | A    | Charalambos Xanthopoulos | 29 agosto 1956     |       | Īraklīs        |
| 14 | C    | Georgios Koudas          | 23 novembre 1946   |       | PAOK           |
| 15 | A    | Thomas Mavros            | 31 marzo 1954      |       | AEK Atene      |
| 16 | C    | Kōnstantinos Kouīs       | 5 giugno 1955      |       | Arīs Salonicco |
| 17 | D    | Petros Ravoussis         | 1º ottobre 1954    |       | AEK Atene      |
| 18 | D    | Pantelis Nikolaou        | 17 luglio 1949     |       | AEK Atene      |
| 19 | A    | Georgios Kostikos        | 26 aprile 1958     |       | PAOK           |
| 20 | A    | Nikos Anastopoulos       | 22 gennaio 1958    |       | Paniōnios      |
| 21 | P    | Eleutherios Poupakīs     | 28 dicembre 1946   |       | OFI Creta      |
| 22 | P    | Stelios Papaflōratos     | 27 gennaio 1954    |       | Arīs Salonicco |

### Paesi Bassi[4]
Allenatore:  Jan Zwartkruis
| N. | Pos. | Giocatore            | Data nascita (età) | Pres. | Squadra             |
| -- | ---- | -------------------- | ------------------ | ----- | ------------------- |
| 1  | P    | Piet Schrijvers      | 15 dicembre 1946   |       | Ajax                |
| 2  | D    | Ben Wijnstekers      | 31 agosto 1955     |       | Feyenoord           |
| 3  | D    | Michel van de Korput | 18 settembre 1956  |       | Feyenoord           |
| 4  | D    | Hugo Hovenkamp       | 5 ottobre 1950     |       | AZ Alkmaar          |
| 5  | D    | Ruud Krol            | 24 marzo 1949      |       | Vancouver Whitecaps |
| 6  | D    | Jan Poortvliet       | 21 settembre 1955  |       | PSV                 |
| 7  | A    | René van de Kerkhof  | 16 settembre 1951  |       | PSV                 |
| 8  | A    | Willy van de Kerkhof | 16 settembre 1951  |       | PSV                 |
| 9  | A    | Kees Kist            | 7 agosto 1952      |       | AZ Alkmaar          |
| 10 | C    | Arie Haan            | 16 novembre 1948   |       | Anderlecht          |
| 11 | D    | Heini Otto           | 24 agosto 1954     |       | Twente              |
| 12 | A    | Johnny Rep           | 25 novembre 1951   |       | Saint-Étienne       |
| 13 | C    | Dick Nanninga        | 17 gennaio 1949    |       | Roda JC             |
| 14 | C    | Adrie Koster         | 18 novembre 1954   |       | PSV                 |
| 15 | D    | Huub Stevens         | 29 novembre 1953   |       | PSV                 |
| 16 | P    | Pim Doesburg         | 28 ottobre 1943    |       | Sparta Rotterdam    |
| 17 | A    | Martien Vreijsen     | 15 novembre 1955   |       | NAC Breda           |
| 18 | C    | Frans Thijssen       | 23 gennaio 1952    |       | Ipswich Town        |
| 19 | C    | Romeo Zondervan      | 3 marzo 1959       |       | Twente              |
| 20 | P    | Hans van Breukelen   | 4 ottobre 1956     |       | Utrecht             |
| 21 | D    | Ernie Brandts        | 3 febbraio 1956    |       | PSV                 |
| 22 | C    | John Metgod          | 27 febbraio 1958   |       | AZ Alkmaar          |

## Gruppo B

### Belgio[5]
Allenatore:  Guy Thys
| N. | Pos. | Giocatore             | Data nascita (età) | Pres. | Squadra        |
| -- | ---- | --------------------- | ------------------ | ----- | -------------- |
| 1  | P    | Theo Custers          | 10 agosto 1950     |       | Anversa        |
| 2  | D    | Eric Gerets           | 18 maggio 1954     |       | Standard Liegi |
| 3  | D    | Luc Millecamps        | 10 settembre 1951  |       | Waregem        |
| 4  | D    | Walter Meeuws         | 11 luglio 1951     |       | Club Bruges    |
| 5  | D    | Michel Renquin        | 3 novembre 1955    |       | Standard Liegi |
| 6  | C    | Julien Cools          | 13 febbraio 1947   |       | Beerschot      |
| 7  | C    | René Vandereycken     | 22 luglio 1953     |       | Club Bruges    |
| 8  | C    | Wilfried Van Moer     | 1º marzo 1945      |       | Beringen       |
| 9  | A    | François Van der Elst | 1º dicembre 1954   |       | Anderlecht     |
| 10 | A    | Erwin Vandenbergh     | 26 gennaio 1959    |       | Lierse         |
| 11 | A    | Jan Ceulemans         | 28 febbraio 1957   |       | Club Bruges    |
| 12 | P    | Jean-Marie Pfaff      | 4 dicembre 1953    |       | KSK Beveren    |
| 13 | C    | Maurice Martens       | 5 giugno 1947      |       | RWD Molenbeek  |
| 14 | D    | Gerard Plessers       | 30 marzo 1959      |       | Standard Liegi |
| 15 | C    | René Verheyen         | 21 marzo 1952      |       | Lokeren        |
| 16 | C    | Marc Millecamps       | 9 ottobre 1950     |       | Club Bruges    |
| 17 | C    | Raymond Mommens       | 27 dicembre 1958   |       | Lokeren        |
| 18 | C    | Guy Dardenne          | 19 ottobre 1954    |       | Lokeren        |
| 19 | A    | Willy Wellens         | 29 marzo 1954      |       | Standard Liegi |
| 20 | P    | Michel Preud'homme    | 24 gennaio 1959    |       | Standard Liegi |
| 21 | D    | Jos Heyligen          | 30 giugno 1947     |       | Beringen       |
| 22 | A    | Ronny Martens         | 22 dicembre 1958   |       | Anderlecht     |

### Inghilterra[6]
Allenatore:  Ron Greenwood
| N. | Pos. | Giocatore                | Data nascita (età) | Pres. | Squadra           |
| -- | ---- | ------------------------ | ------------------ | ----- | ----------------- |
| 1  | P    | Ray Clemence             | 5 agosto 1948      |       | Liverpool         |
| 2  | D    | Phil Neal                | 20 febbraio 1951   |       | Liverpool         |
| 3  | D    | Kenny Sansom             | 26 settembre 1958  |       | Crystal Palace    |
| 4  | D    | Phil Thompson            | 21 gennaio 1954    |       | Liverpool         |
| 5  | D    | David Watson             | 5 ottobre 1946     |       | Southampton       |
| 6  | C    | Ray Wilkins              | 14 settembre 1956  |       | Manchester Utd    |
| 7  | A    | Kevin Keegan             | 14 febbraio 1951   |       | Amburgo           |
| 8  | C    | Steve Coppell            | 9 luglio 1955      |       | Manchester Utd    |
| 9  | A    | David Johnson            | 23 ottobre 1951    |       | Liverpool         |
| 10 | C    | Trevor Brooking          | 2 ottobre 1948     |       | West Ham Utd      |
| 11 | A    | Anthony Stewart Woodcock | 6 dicembre 1955    |       | Colonia           |
| 12 | D    | Viv Anderson             | 29 agosto 1956     |       | Nottingham Forest |
| 13 | P    | Peter Shilton            | 18 settembre 1949  |       | Nottingham Forest |
| 14 | D    | Trevor Cherry            | 23 febbraio 1948   |       | Leeds Utd         |
| 15 | C    | Emlyn Hughes             | 28 agosto 1947     |       | Wolverhampton     |
| 16 | D    | Mick Mills               | 4 gennaio 1949     |       | Ipswich Town      |
| 17 | C    | Terry McDermott          | 8 dicembre 1951    |       | Liverpool         |
| 18 | C    | Ray Kennedy              | 28 luglio 1951     |       | Liverpool         |
| 19 | C    | Glenn Hoddle             | 27 ottobre 1957    |       | Tottenham         |
| 20 | A    | Paul Mariner             | 22 maggio 1953     |       | Ipswich Town      |
| 21 | A    | Garry Birtles            | 27 luglio 1956     |       | Nottingham Forest |
| 22 | P    | Joe Corrigan             | 18 novembre 1948   |       | Manchester City   |

### Italia[7]
Allenatore:  Enzo Bearzot
| N. | Pos. | Giocatore            | Data nascita (età) | Pres. | Squadra    |
| -- | ---- | -------------------- | ------------------ | ----- | ---------- |
| 1  | P    | Dino Zoff            | 28 febbraio 1942   |       | Juventus   |
| 2  | D    | Franco Baresi        | 8 maggio 1960      |       | Milan      |
| 3  | D    | Giuseppe Baresi      | 7 febbraio 1958    |       | Inter      |
| 4  | D    | Mauro Bellugi        | 7 febbraio 1950    |       | Napoli     |
| 5  | D    | Antonio Cabrini      | 8 ottobre 1957     |       | Juventus   |
| 6  | D    | Fulvio Collovati     | 9 maggio 1957      |       | Milan      |
| 7  | D    | Claudio Gentile      | 27 settembre 1953  |       | Juventus   |
| 8  | D    | Aldo Maldera         | 14 ottobre 1953    |       | Milan      |
| 9  | D    | Gaetano Scirea       | 25 maggio 1953     |       | Juventus   |
| 10 | C    | Giancarlo Antognoni  | 1º aprile 1954     |       | Fiorentina |
| 11 | C    | Romeo Benetti        | 20 ottobre 1945    |       | Roma       |
| 12 | P    | Ivano Bordon         | 13 aprile 1951     |       | Inter      |
| 13 | C    | Ruben Buriani        | 16 marzo 1955      |       | Milan      |
| 14 | C    | Gabriele Oriali      | 25 novembre 1952   |       | Inter      |
| 15 | C    | Marco Tardelli       | 24 settembre 1954  |       | Juventus   |
| 16 | C    | Renato Zaccarelli    | 18 gennaio 1951    |       | Torino     |
| 17 | A    | Alessandro Altobelli | 28 novembre 1955   |       | Inter      |
| 18 | A    | Roberto Bettega      | 27 dicembre 1950   |       | Juventus   |
| 19 | A    | Franco Causio        | 1º febbraio 1949   |       | Juventus   |
| 20 | A    | Francesco Graziani   | 16 dicembre 1952   |       | Torino     |
| 21 | A    | Roberto Pruzzo       | 1º aprile 1955     |       | Roma       |
| 22 | P    | Giovanni Galli       | 29 aprile 1958     |       | Fiorentina |

Come da tradizione, i giocatori vennero ordinati alfabeticamente per ruolo. I portieri con le casacche 1, 12, 22.

### Spagna[8]
Allenatore:  Ladislao Kubala
| N. | Pos. | Giocatore               | Data nascita (età) | Pres. | Squadra         |
| -- | ---- | ----------------------- | ------------------ | ----- | --------------- |
| 1  | P    | Luis Arconada           | 26 giugno 1954     |       | Real Sociedad   |
| 2  | D    | José Ramón Alexanko     | 19 maggio 1956     |       | Athletic Bilbao |
| 3  | D    | Migueli                 | 19 dicembre 1951   |       | Barcellona      |
| 4  | D    | José Diego              | 21 novembre 1954   |       | Real Sociedad   |
| 5  | D    | Francisco Javier Uría   | 1º febbraio 1950   |       | Sporting Gijón  |
| 6  | C    | Juan Manuel Asensi      | 23 settembre 1949  |       | Barcellona      |
| 7  | C    | Dani                    | 28 giugno 1951     |       | Athletic Bilbao |
| 8  | C    | Julio Cardeñosa         | 27 ottobre 1949    |       | Betis           |
| 9  | C    | Francisco José Carrasco | 6 marzo 1959       |       | Barcellona      |
| 10 | A    | Quini                   | 23 settembre 1949  |       | Sporting Gijón  |
| 11 | D    | Vicente Del Bosque      | 23 dicembre 1950   |       | Real Madrid     |
| 12 | C    | Juanito                 | 10 novembre 1954   |       | Real Madrid     |
| 13 | P    | Urruti                  | 17 febbraio 1952   |       | Barcellona      |
| 14 | D    | Rafael Gordillo         | 24 febbraio 1957   |       | Betis           |
| 15 | C    | Antonio Olmo            | 18 gennaio 1954    |       | Barcellona      |
| 16 | A    | Santillana              | 23 agosto 1952     |       | Real Madrid     |
| 17 | A    | Jesús María Satrústegui | 12 febbraio 1954   |       | Real Sociedad   |
| 18 | A    | Enrique Saura           | 2 agosto 1954      |       | Valencia        |
| 19 | C    | Cundi                   | 13 aprile 1955     |       | Sporting Gijón  |
| 20 | D    | Miguel Tendillo         | 1º febbraio 1961   |       | Valencia        |
| 21 | C    | Jesús María Zamora      | 1º gennaio 1955    |       | Real Sociedad   |
| 22 | P    | Pedro María Artola      | 6 settembre 1948   |       | Barcellona      |